# ヤチバエ
ヤチバエは、ハエ目（双翅目）ヤチバエ科（Sciomyzidae）に属する種の総称。世界で58属512種が記録されている。

## 分布
ヤチバエ科の種は全ての動物地理区に分布するが、そのほとんどはヤチバエ亜科 Sciomyzinae の種であり、他の2亜科の種は分布が限られる（Huttonininae 亜科はニュージーランドのみ、Salticellinae 亜科はヨーロッパと北アフリカのみ）。

## 形態

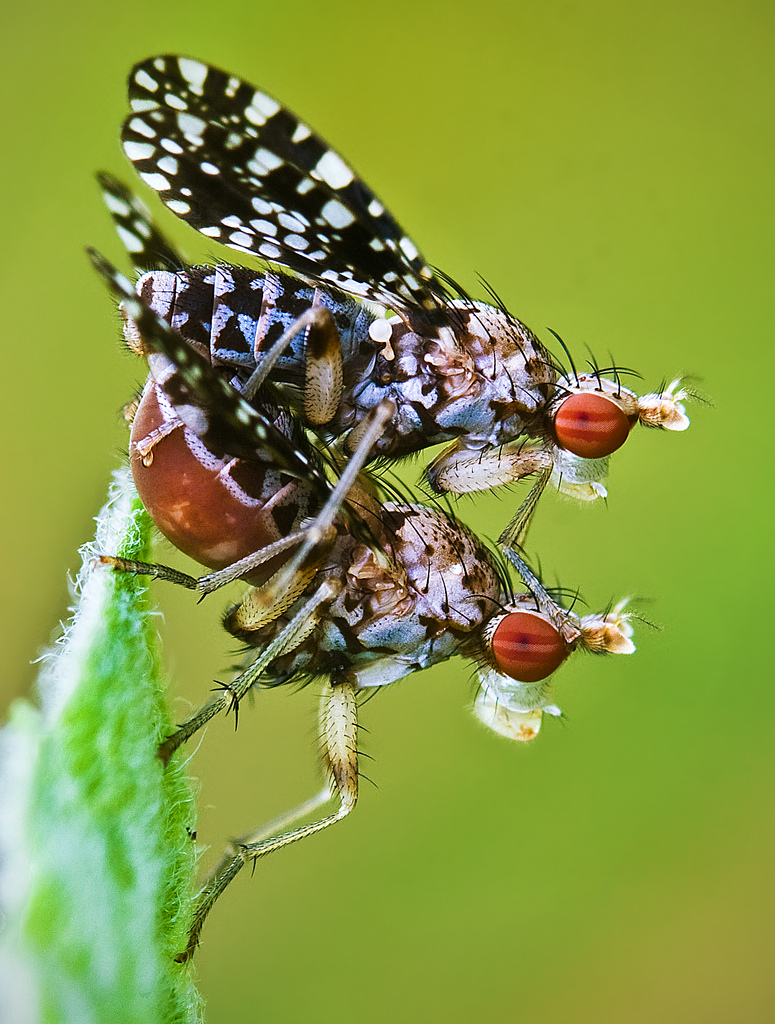
Trypetoptera punctulata

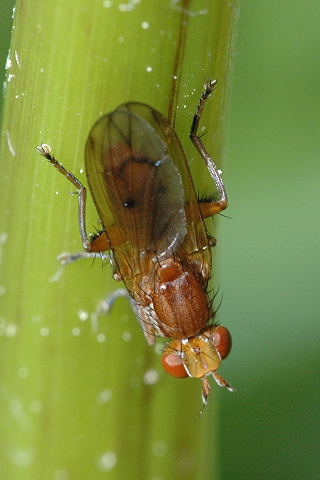
キイロキタヤチバエ

成虫は体長2-11mmで、体色は黄褐色から暗灰色となる種が多い。他の短角亜目の各科とは、(1)鬚剛毛と下額眼縁剛毛を欠く、(2)脛節末端部背面に1-2対の剛毛を持つ、(3)単眼剛毛は1-2対、(4)後単眼剛毛は交差しない、(5)頭楯は口縁より前方に突出しない、といった点で区別される。
卵は白色で長楕円形、幼虫は体長3-20mmとなる。

## 生態
幼虫は陸生貝類、あるいは淡水貝類に寄生する。寄主の貝類を捕食する種もある。幼虫が陸生貝類に寄生する種の場合、成虫は寄主とする貝類の貝殻に産卵する。幼虫は湿地や湖沼の水際や水面、落ち葉の下で蛹となる。幼生期の天敵にはヒメバチやコマユバチといった寄生蜂の仲間が知られる。
成虫は河川や湖沼、水田などの水辺に近い草地などで見られる。成虫は動物の死体や糞などを餌とする。

## 分類
ヤチバエ科は、近縁のハマベバエ科、ベッコウバエ科、ツヤホソバエ科とともにヤチバエ上科を構成している。ヤチバエ科の下位分類としては、ヤチバエ亜科、Huttonininae亜科、Salticellinae亜科という3亜科が認められる。古くはHuttonininae亜科を独立のHuttoninidae科とする主張や、Tetanoceridae科を独立させるという見解もあったが、これらは通常ヤチバエ科に含まれる。また近縁のヤスデヤドリバエ科 Phaeomyiidae を本科の亜科として扱う場合もある。
ヤチバエ科には現生種だけで58属512種が記録され、日本では11属23種が知られている。なお日本に生息する種は全てヤチバエ亜科の種である。

### 下位分類
- Huttonininae 亜科 - 2属9種。
- Salticellinae 亜科 - 2属3種（化石種を含む）。
- ヤチバエ亜科 Sciomyzinae - 60属500種（化石種を含む）。
  - ヤチバエ族 Sciomyzini
  - キタヤチバエ族 Tetanocerini